# Drapelul Croației

Drapelul național. Raport: 1:2

Drapelul civil de stat. Raport: 2:3

Drapelul Naval. Raport: 2:3

Drapelul Croației e format din trei benzi orizontale de dimensiuni egale în culorile pan-slave roșu, alb și albastru. În centru se află Stema Croației.
Tricolorul roșu-alb-albastru a fost folosit ca steag al Croației încă din 1848, simbolizănd culorile pan-slave. Când Croația făcea parte din Iugoslavia, tricolorul ei era același, însă avea o stea roșie cu cinci colțuri și margini galbene în locul stemei. Steaua a fost înlocuită de stemă în mai 1990, la scurt timp după primele alegeri libere. Steagul și stema actuale au fost adoptate pe 21 decembrie 1990, la circa zece luni de la declararea independenței de Iugoslavia.

## Steaguri istorice

Drapelul Regatului Croaţiei (1852-1860)
Regatul Croaţiei, Dalmaţiei şi Slavoniei, 1867-1918
Steagul Statului Independent al Croaţiei
Steagul Republicii Socialiste Croaţia în Republica Socialistă Federativă Iugoslavia, 1945-1990
Drapelul Croaţiei, de la 27 iunie până la 21 decembrie 1990